# Alex Massie (surfista de neu)
Alex Massie   (Barrie, 19 de març de 1995) és un surfista de neu canadenc que competeix en la categoria SB-LL2.

## Carrera professional
Massie va competir als Winter X Games XIX i va guanyar una medalla de bronze en la prova de surf de neu-cros adaptatiu. L'any següent, als Winter X Games XX, va guanyar una medalla de plata en la prova de snowboard-cros adaptatiu.
Va competir als Campionats Mundials d'Esports de Neu Paralímpics del 2021 i va guanyar una medalla de plata en l'eslàlom doble perpendicular masculí, i va guanyar una medalla d'or amb Tyler Turner en la prova per equips masculina.
Va representar el Canadà als Jocs Paralímpics d'hivern de 2018. Tornà a representar el Canadà als Jocs Paralímpics d'hivern de 2022.

## Vida personal
Massie va patir un accident de surfesquí el 2011 que li va fer perdre la cama esquerra per sota del genoll.